# 因齐希科芬
因齐希科芬是德国巴登-符腾堡州的一个市镇。总面积28.75平方公里，总人口2887人，其中男性1414人，女性1473人（2011年12月31日），人口密度100人/平方公里。